# Ecuador en los Juegos Paralímpicos de Río de Janeiro 2016
Ecuador estuvo representado en los Juegos Paralímpicos de Río de Janeiro 2016 por cinco deportistas, cuatro hombres y una mujer. El equipo paralímpico ecuatoriano no obtuvo ninguna medalla en estos Juegos.